# 祭文

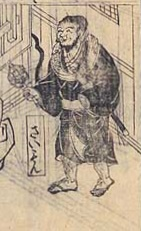
『人倫訓蒙図彙』（元禄3年（1690年））より「祭文」挿図
----
山伏による祭文語り

日本における祭文（さいもん）は、神を祭るときに読む文。本来、祭りのときなどに神仏に対して祈願や祝詞（のりと）として用いられる願文であったが、のちに信仰を離れて芸能化していった。
祝詞が日本古来の祭儀に読まれ、伝統的ないし公的な性質を強くもつのに対し、祭文は個人的・私的な性格を有し、中国から伝来した祭祀などに唱えられることが多かった。なお、願文としての祭文が文献資料においてあらわれる最も古い例は、8世紀末に成立した『続日本紀』においてである。
語りもの芸能としての歴史は、中世にさかのぼる。近世には歌謡化した「歌祭文（うたざいもん）」が隆盛し、単に「祭文」といった場合には、この歌祭文を指すことも多い。

## 歴史
祭文は、神道における祝詞を母体にしながら生まれ、中世には仏教の声明の強い影響を受けて山伏らによる民間への布教手段として語られるようになり、次第に宗教色を薄めて近世には遊芸となったものである。
巫女が憑依するときに唱える祝詞も祭文の一種である。現代では東北地方を主としておこなわれる民間信仰「おしら様」において、盲目の巫女「イタコ」が一対の木片（これを「おしら様」と称す）を祭日に遊ばせる際、「おしら祭文」が語られる。
一方、託宣が祭文のかたちをとってこんにちに残されたものとしては、伊豆諸島の青ヶ島（東京都青ヶ島村）に伝わる祭文や高知県に伝わる「いざなぎ流」の祭文（後述）がある。

### 古代

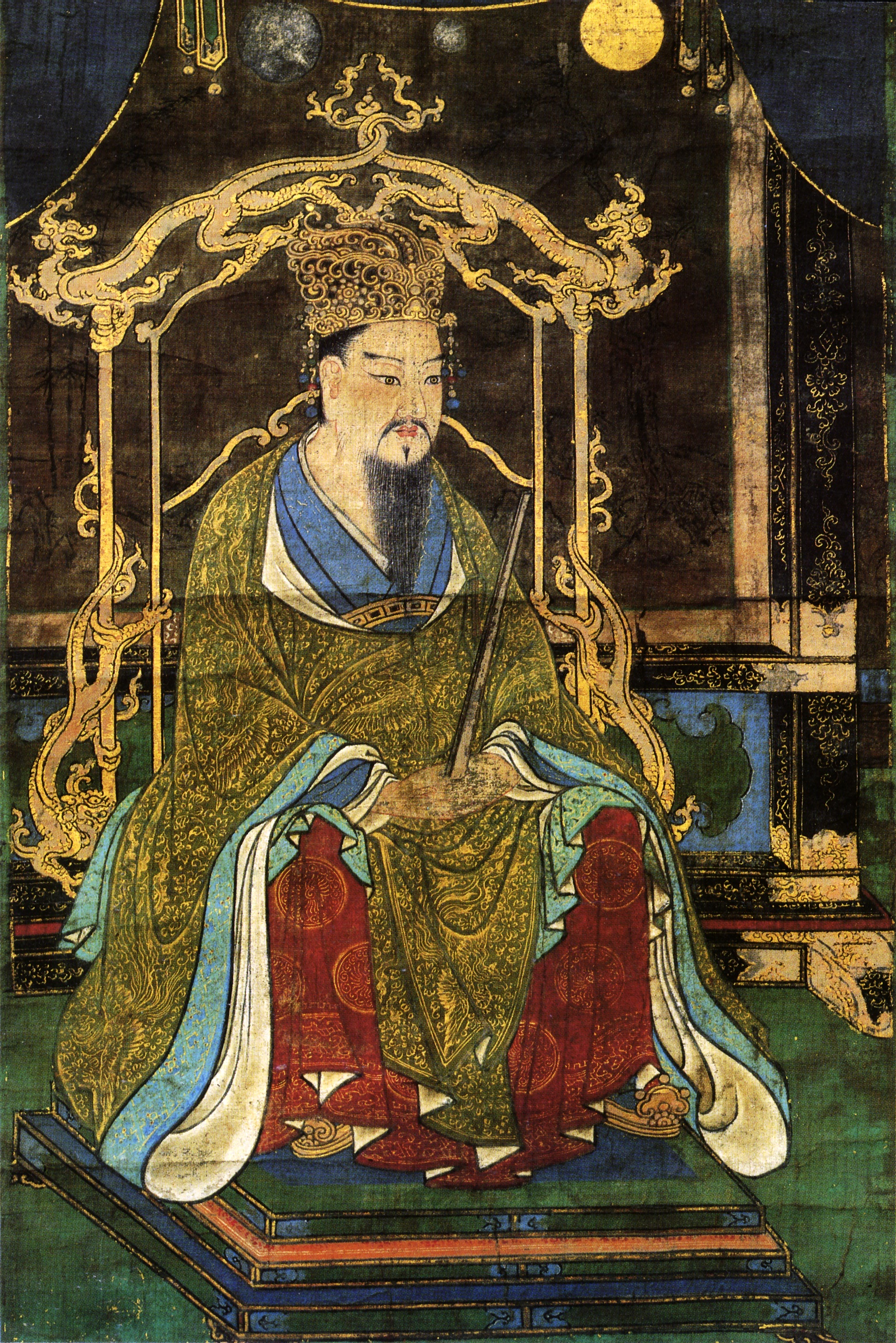
「桓武天皇像」（延暦寺蔵）

神道の祭の際に神前で読む詞を「祝詞」と称したのに対し、仏教風ないし中国風の祭祀にあっては「祭文」と称することが多かった。ただし、算博士の三善為康が永久4年(1116年)に編したといわれる『朝野群載』にあっては、大祓の際にツミ・ケガレを祓うために唱えられた「中臣祓詞」（大祓詞）が「中臣祭文」と表記されている。「中臣祓詞」ないし「中臣祭文」は、中臣氏が代々大祓の祝詞を宣（の）ることを生業としたために生まれた名であり、平安京の朱雀門で奏上された。
「祭文」の語が史料にあらわれる最古の例は『続日本紀』であり、桓武天皇治下の延暦6年（787年）11月、天神を河内国交野（現大阪府交野市）に祀った際の祭文2編である。このとき、郊祀がおこなわれ、桓武天皇は実父の光仁天皇を併せて祀り、「是天上帝に告ぐ」という中国の郊祀の体裁をふまえた祭文をつくっている。この2編は漢文体であり、中国の「祭文」の形式を受け継いでいる。
菅原道真『菅家文章』七「祭文」に収められた2編の祭文もまた、中国の祭文形式で書かれており、『延喜式』「大学寮式」の釈尊祭文、『朝野群載』永久元年（1113年）2月の北辰祭文もまた、漢文体の祭文である。その他、『本朝文粋』『本朝続文粋』などにも漢文体の祭文が収載されている。古代にあって祭文をつくった人物としては、和漢に通じた学者として知られる大江匡房がおり、『朝野群載』の承暦2年（1078年）条には彼のつくった歌合祭文が、嘉承元年（1106年）条には匡房作成の病気平癒の祭文が収載されている。
一方、祝詞は、神道において神徳を称え、崇敬の意を表する文章を神に奏上し、もって神々の加護や利益を得んとする詞章であった。祝詞は通常大和言葉によってつくられ、神職によって独自の節回しによる朗誦が行われる。そのもっとも古い文例は、延長5年（927年）完成の『延喜式』巻八に収録される29篇、次いで藤原頼長『台記』（1155年以降完成）別記所収の「中臣寿詞」の計30篇である。
以上に対し、『延喜式』「陰陽寮式」収載された儺祭（すくなまつり）の祭文は、祝詞文と漢文が混淆しており、国語資料として貴重である。儺祭は、毎年12月晦日に宮廷でおこなわれた行事であり、この祭文は陰陽師によって読まれた。詞の冒頭部分は漢文体、中間以降は和文体の祝詞文で宣命書の表記法を用いている。儺祭は、日本古来の神の祭りではなく、中国渡来の行事であり、陰陽師によってになわれたところから「祭文」と称されたものと考えられる。このように、平安時代における祭文には陰陽道の色彩の濃いものも多く知られている。

### 中世

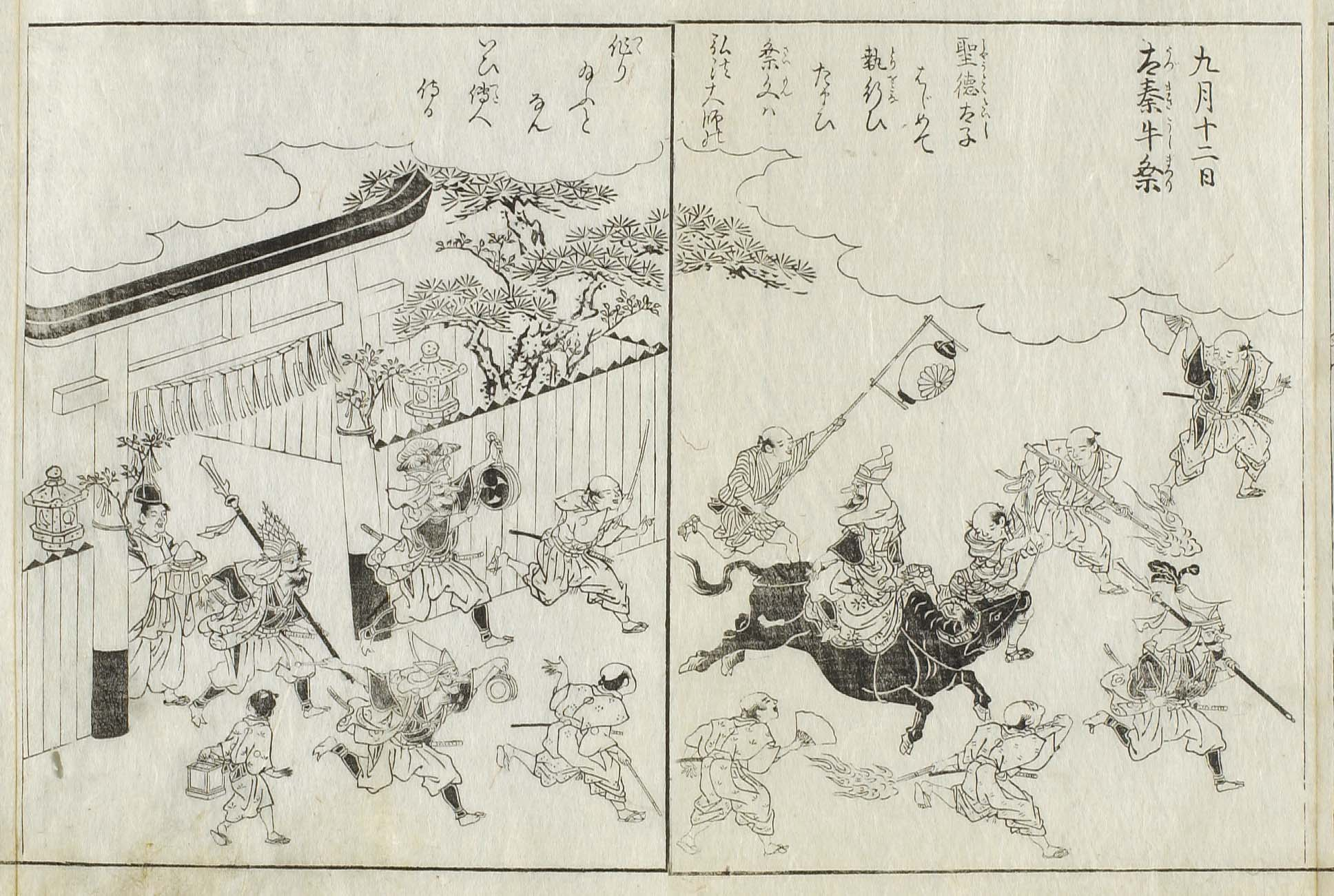
『都名所図会』（1790年）より「太秦牛祭図絵」
----
「九月十二日　太秦牛祭　聖徳太子はじめて執行ひたまひ、祭文は弘法大師の作り給ふとなんいひ伝え侍る」の字が確認できる。

祭文は本来、神仏に対して発せられた願文であったが、中世に入ると山伏修験者に受け継がれた。修験者による祭文は、仏教の声明の影響を強く受け、やがて錫杖を振り、法螺貝を吹いて歌謡化し、さらに修験の旅にともない日本列島各地に広がった。同時に、定住者である神職による祝詞とは明瞭に区別されるようになった。
山伏は各地の神事祈祷に際し祭文をよみあげ、神おろしや神仏の恩寵を願った。中世において、神仏習合の強い影響を受けた祭文は、巫女などの下級宗教者や声聞師など漂泊の芸能者の手にもわたって、その勧進活動・芸能活動にともない広められ、各地方の文芸や娯楽に寄与した。また、農村の宗教行事とも結びついて、悪霊退散の呪詞などとなって定着した。
いまに伝わる中世の祭文としては、大和国元興寺の極楽坊にあった「夫婦和合離別祭文」や京都太秦広隆寺の「牛祭祭文」、三河国の山間部に伝わる花祭の祭文、中国地方の神楽で演じられた「五行祭文」、また、土佐国香美郡物部に伝わる「いざなぎ流祭文」などが知られている。いざなぎ流は、陰陽道の要素を多く含みながらも土佐国で独自に発展した民間信仰であり、その祭文は定式化・体系化されている。
なお、広隆寺の牛祭のようすは寛政2年（1790年）発行の『都名所図会』「太秦牛祭図絵」に描かれ、そこには「祭文は弘法大師の作り給ふとなんいひ伝え侍る」と記されており、牛祭祭文が空海作成と伝承されてきたことがわかる。この祭文は、きわめて長大で、あらゆる宗教の神々の名があらわれる特異なものである。

### 近世
祭文は、中世後期から近世初期にかけて、遊芸僧や山伏によって俗化され、特に、近世初期に三味線を伴奏楽器に加えて歌謡化し、下級芸能者の零落も著しくなっていっそう芸能化が進んだ。
山伏や願人坊主がみずからの奉ずる神の本地や縁起、神仏の霊験を説きあるいて祭文を唱え、また、唱導の伝統を引き継いだ宗教色の強い「唱導祭文」をもって諸国を放浪する一方、アドリブで卑猥なことばや駄洒落といった諧謔味を多く入れた「もじり祭文」や「若気祭文」も広く大衆の人気を集めた。また、他の芸能同様、祭文においても数え歌がつくられるようになった。

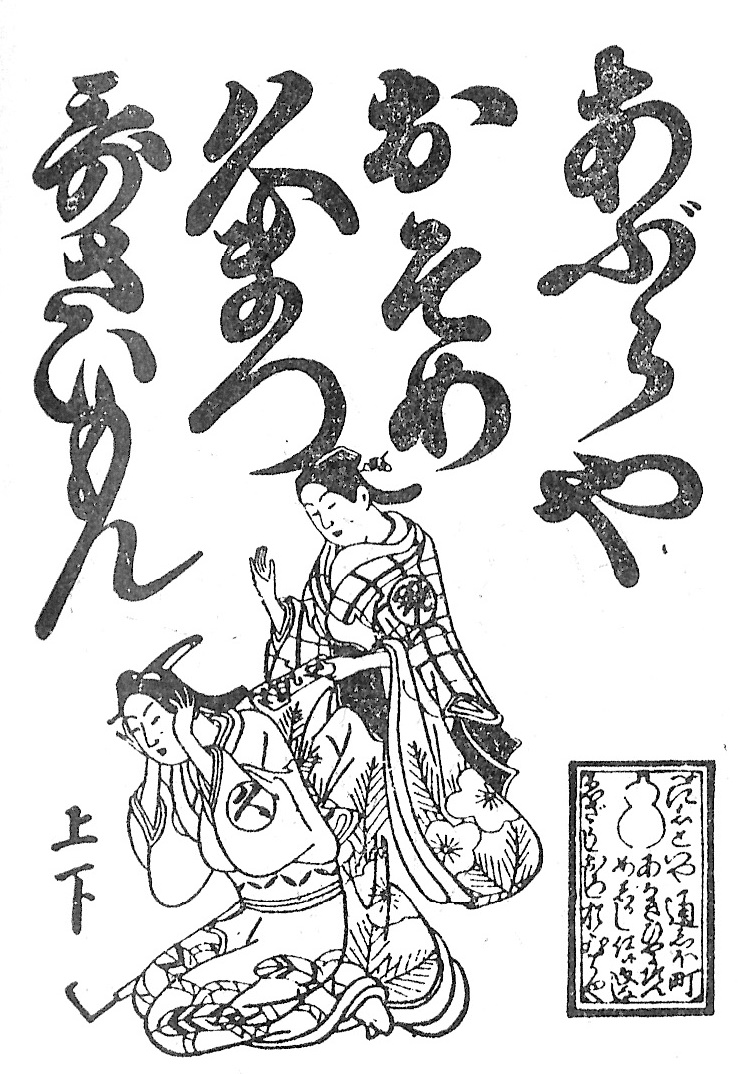
歌祭文の唄本「油屋お染久松」

江戸時代に入り、祭文は三味線などと結びついて俗謡となり、犯罪や心中など世俗の事件を取り上げるようになったが、これを「歌祭文」または「祭文節」と称している。これに対し、錫杖と法螺貝のみを用いた「貝祭文」（デロレン祭文、後述）は、世俗的な物語を採用しながらも語りもの的要素の強い芸能であった。
歌祭文（祭文節）は、元禄（1688年-1704年）以降、「八百屋お七恋路の歌祭文」「お染久松藪入心中祭文」などといった演目があらわれ、世俗の恋愛や心中事件、また犯罪事件をはじめとする下世話なニュースなども取り入れ、一種のクドキ調に詠みこむようになった。ほかには、余興として「町づくし」「橋づくし」「名所づくし」などの物尽しも語ったほか、役者の追善や遊女の名寄せもおこなった。
このような歌祭文の隆盛により、祭文語りを専業とする芸人（歌手）もあらわれた。大坂の生玉神社の境内には、定設の小屋さえつくられ、歌舞伎や文楽（人形浄瑠璃）など当時の演劇にも影響を与えている。
その他、下層民と結びついて余命を保った本流の門付祭文があり、説経節と結びついた説経祭文があった（後述）。
このように、江戸時代中期以降はとくに祭文の多様化が進行したが、これらに共通する特徴としては、「抑（そもそ）も勧請おろし奉る」など定型化した祭文形式を踏襲し、錫杖もしくはそれを短くした金杖、そして法螺貝を伴奏に使うことであった。
なお、祭文語りの芸人は、辻に立って唄本の販売をもおこなった。古いところでは「賽の河原」「胎内さがし」があり、「八百屋お七（お七吉三郎）」「お初徳兵衛」「小三金五郎」「お千代半兵衛」「お夏清十郎」「お俊伝兵衛」はとくに人気が高く、これらを総称して「八祭文」と称した。他に著名な作品としては、「三勝半七」「おさん茂兵衛」「梅川忠兵衛」「お妻八郎兵衛」がある。唄本は一枚刷が版行され、さらに、寄せ本も刊行された。文楽作品の『新版歌祭文』が「新版」と銘打たれたのは、先行作を意識したのと同時に歌祭文における唄本版行に由来すると考えられる。

### 浄瑠璃『新版歌祭文』について
「野崎村の段」が特に知られる浄瑠璃『新版歌祭文』の冒頭は、「敬白（うやまってもうす）」という祭文の語り出しを踏襲している。この作品は、近松半二の世話物として知られ、「おそめ久松」の心中事件を下敷きにしている。ここでは、
など歌祭文の歌詞も取り入れられている。

### 歌祭文から派生した諸芸能

#### 盆踊り歌・瞽女唄
クドキ調となった歌祭文が地方で盆踊歌に転じていったものが「祭文踊り」、「祭文音頭」である。地域によっては、近年まで「佐倉宗吾くどき」や「石童丸苅茅道心くどき」によって盆踊りが踊られていたところもある。
越後国など北陸地方の盆踊歌であった松坂節と歌祭文が結びついて生まれたのが「祭文松坂」である。祭文松坂は、目の不自由な女性の旅芸人である瞽女が門付をして唄ってきた祝唄である。「最後の瞽女」といわれた小林ハルもまた、『俊徳丸』『山椒大夫』などの説経祭文とともに祭文松坂を演じている。

#### 説経祭文

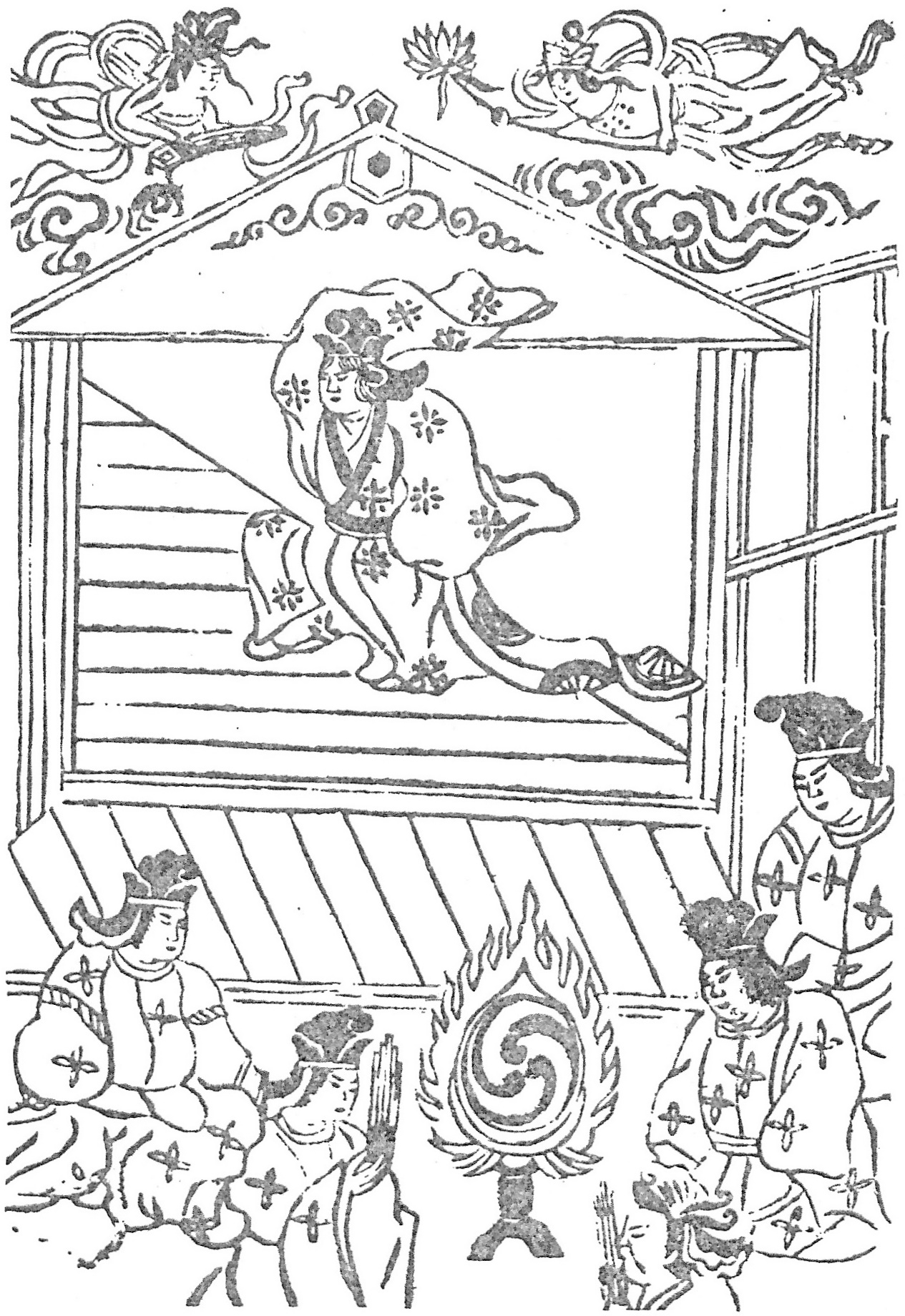
正保5年の説経節正本（『俊徳丸』）

中世に隆盛した説経節は、ささらや鞨鼓を伴奏に庶民に仏教を広め、浸透させてきたが、近世に入ると浄瑠璃の影響を受け、三味線も取り入れて舞台芸能として一時成功を収める一方、歌祭文と結びついて説経祭文となり、くずれ山伏や瞽女などによる大道芸・門付芸となった。
説経祭文で語られる演目には、歌祭文同様、心中物など世俗的な話題を扱ったもののほか、『俊徳丸』『愛護若』『苅萱』『小栗判官』などのように中世以来の説経節の演目もあった。もとより、野外芸能に回帰した説経祭文は、門や辻での芸能であることから、通常は段物の一段やサワリ部分だけを語るものであり、かつての宗教性は失われ、いちじるしく世俗化した。

#### ちょぼくれ・ちょんがれ・あほだら経
「ちょぼくれ」は、江戸時代後半期にさかんになった大道芸のひとつで、歌祭文の系統に属する。願人坊主など大道の雑芸人が江戸の上野や両国などの広小路や橋のたもとなど殷賑な地でおこなう芸能で、錫杖や金杖などを振りながら拍子をとりつつ早口で歌い、踊るもので「クドキ」ともいわれた。

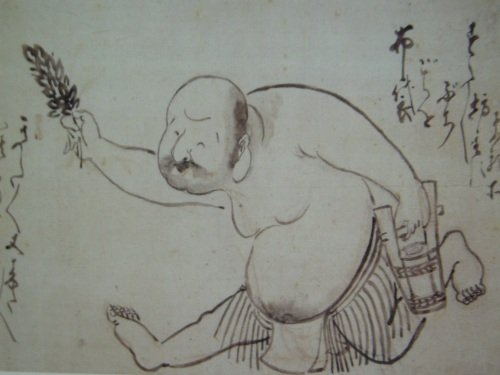
真冬に裸形で現れた「すたすた坊主」（願人坊主）
----
白隠慧鶴画『布袋すたすた坊主圖』（18世紀）

ちょぼくれが、小さな木魚を用いてテンポを早めてリズミカルに歌うものを特に「あほだら経」と呼ぶ。ここでは、芸人が2人のときは、ひとりが三味線を弾くこともあった。
「ちょんがれ」は、ちょぼくれの大坂での呼称で、講談などの影響を受けて複雑な内容を演じる語りものとして発展し、のちの浮かれ節や浪曲（浪花節）につながった。また、ちょんがれは、日本の歌謡史上、説経祭文を民衆のうたいやすいクドキ形式に変化させたという重要な意義を有する。戦後、富山県下で厖大な量の「ちょんがれ写本」の集積が発見されたが、これは、盆踊りや鎮守の祭礼などでさかんにちょんがれが歌われたのみならず、地域社会において、ちょんがれ節の歌唱の優劣を競う大会がしばしばあり、その番付が神社に掲額されたなどの諸事情によるものと考えられる。クドキは民衆による物語歌謡（エピックソング）を可能にし、近畿地方の「江州音頭」や「河内音頭」、関東地方の「八木節」「小念仏」（飴屋節）「万作節」、東北地方の「安珍念仏」「津軽じょんから節」など七七調を基調とするクドキの民謡を多数生んだ。その意味で、ちょんがれは説経祭文を民謡へと変えていく大きな媒介となったのである。

#### デロレン祭文

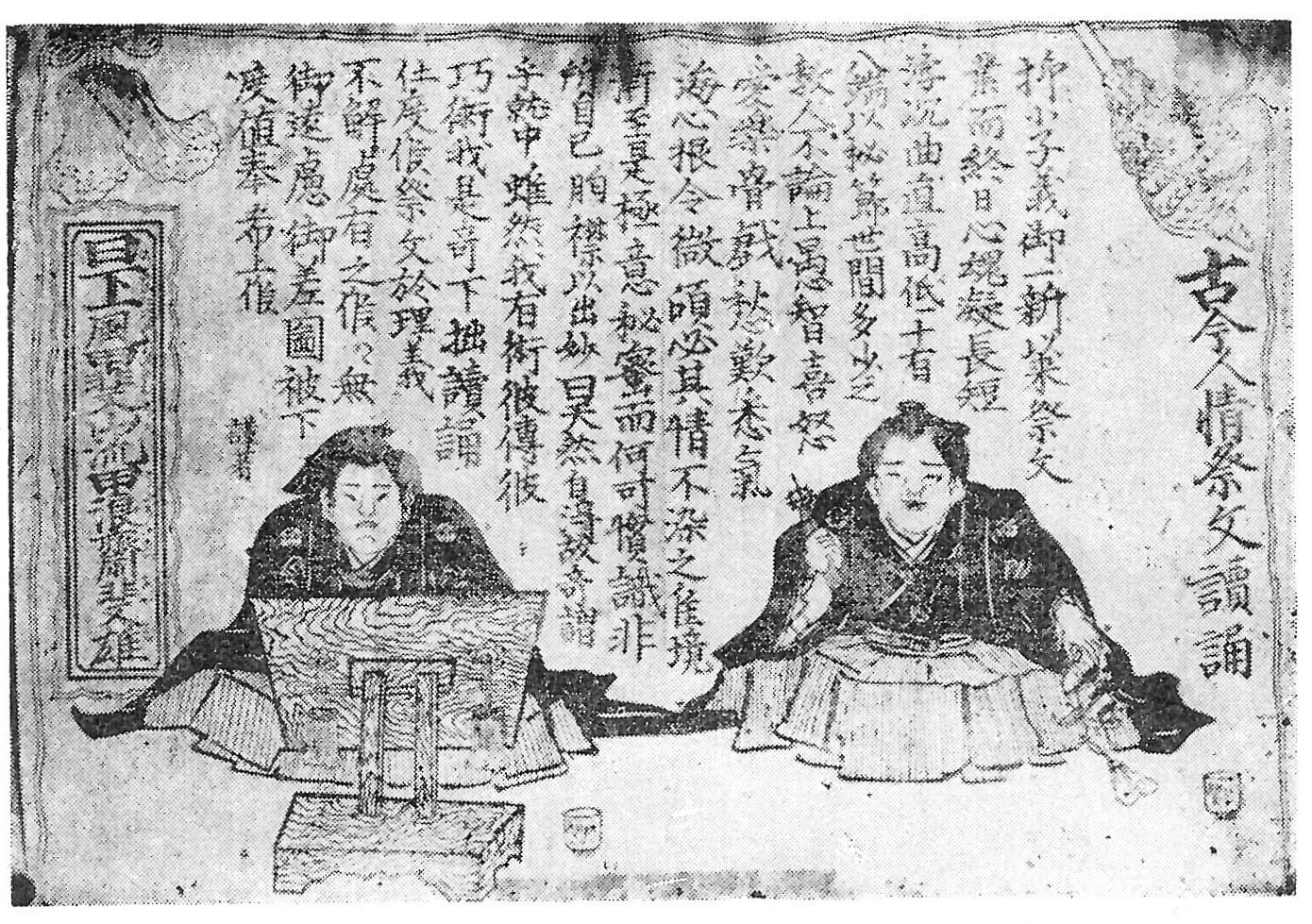
デロレン祭文のチラシ（19世紀）

デロレン祭文もまた歌祭文の系統に属し、ちょぼくれ、ちょんがれ、うかれ節などと同類の芸能である。ちょぼくれは、関東にあってはタンカ（啖呵、詞）の多いものとなり、金杖のほか拍子木や張扇も用いたが、ことに法螺貝で調子を合わせたものをデロレン祭文（貝祭文）と称した。法螺貝を口にあて、デロレンデロレンと口三味線を合いの手に用いたため、この名がある。当初は大道芸として生まれたが、小屋がけによって興行化し、明治以降は寄席芸化した。都会では浪曲となって隆盛したが、地方へ広まったデロレン祭文は関東・東北地方に分布し、ことに仙台市・山形市などでは太平洋戦争後までその跡がみられた。

#### 浪曲・落語・講談
幕末に生まれた浪曲（浪花節）は、説経節と歌祭文の双方を源流として生まれた語りものである。上述のちょんがれ（ちょぼくれ）、あほだら経、デロレン祭文はいずれも浪曲の前身であり、浮かれ節などと同系統である。1877年（明治10年）、「浮かれ節」の井上新之介、のちの広沢虎吉（二代目）が大阪府の芸人鑑札を受けたころには、現在の浪曲の基礎がかたちづくられていただろうと推測される。
一方、平安時代以来、とくに浄土教諸派と結びつき、音韻抑揚をともなって衆生を仏道にいざなってきた唱導は必ずしも芸能化せずに説教（法話）のかたちでのこったと考えられる。この説教（唱導）と説経節、さらには「ちょんがれ」とが結びついて節談説教が興った。白声（しらごえ）で語るようになった節談説教は芸能化して民衆の娯楽となったいっぽう、浪曲の一源流となり、また、講談・落語の各芸能の母体となった。
浪曲・落語・講談はこのように、それぞれ大道芸をその起点のひとつとしているが、近世以降、浪曲は忠君愛国と義理人情、落語は笑いと人情、講談は教養をおもなテーマとしながら、いずれも寄席演芸として大きな発展をとげた。

### 近現代
現代は、上述の節談説教を母体に生まれた各種の話芸のほかは、伝統的な民俗行事のなかで祭文が語られる程度であり、かつての祭文語りや歌祭文はみられなくなった。特に高度経済成長以後は、かつての放浪芸がつぎつぎに姿を消している。
そうしたなかで、文学や映画、アニメーションなどの領域では、「祭文」の名を付けたり、祭文に題材や着想を得ている作品もみられる。
また、現在の神道における祭祀では、勅使が伊勢神宮・勅祭社に参向した際に神前で奏上するものを「祭文」と呼ぶ。祭文の書かれる鳥の子紙について、伊勢神宮には縹色（はなだいろ）、賀茂神社には紅色、石清水八幡宮・春日大社には黄色のものが用いられる。

## 祭文殿
神楽を演じる場が「神楽殿」であるのと同様、祭文語りの場が「祭文殿」であった。
本殿（後）、祭文殿（中）、拝殿（前）を回廊で繋いだ左右対称の建築様式が尾張造であり、尾張国（愛知県西部）地方特有の建築様式である。愛知県稲沢市の尾張大国霊神社、犬山市の大縣神社、一宮市の真清田神社、名古屋市の富部神社、清須市の河原神社のほか、愛知県瀬戸市の定光寺、豊田市の六所神社、岡山県岡山市の吉備津彦神社には「祭文殿」がある。なお、名古屋東照宮にもかつて祭文殿があったと伝える。

## ことわざ
「兎に祭文」ということわざがあり、「馬の耳に念仏」「猫に小判」などと同様で、何の効果もないことを意味している。